# Епархия Баруйпура
Епархия Баруйпура (лат. Dioecesis Baruipurensis) — епархия Римско-католической церкви c центром в городе Баруйпур, Индия. Епархия Баруйпура входит в митрополию Калькутты.

## История
30 мая 1977 года Римский папа Павел VI выпустил буллу Ad populi Dei, которой учредил епархию Баруйпура, выделив её из архиепархии Калькутты.

## Ординарии епархии
- епископ Linus Nirmal Gomes (30.05.1977 — 31.10.1995);
- епископ Salvadore Lobo (16.10.1997 — по настоящее время).

## Источник
- Annuario Pontificio, Ватикан, 2007
- Булла Ad populi Dei, AAS 69 (1977), стр. 561
- Булла Ad supernam intendentes, AAS 70 (1978), стр. 231  (лат.)